# 元浜緑地
元浜緑地（もとはまりょくち）は、兵庫県尼崎市にある緑地。1991年（平成3年）、全国で初めて大気汚染対策の緑地として整備された。

## 概要
市南部の臨海地帯に、37,090m2の敷地を有する。敷地は大きく2つに分かれ、両者は橋で結ばれている。東半にはロングスライダー他の遊具や芝生がある一方、西半は各種植物に恵まれている。ここには花々が咲く「もみじ池」や親水空間の「わんぱく池」がある。
緑地周辺には工場や倉庫などが立ち並ぶが、住宅や小学校もある。

## 開園時間
- 4月～9月　6:00～20:00
- 10月～3月　7:00～18:00

但しわんぱく池は、5月～8月の9:00～17:00。

## アクセス

### 公共交通
- 阪神本線 尼崎センタープール前駅から南へ徒歩約12分。
- 尼崎市バス 元浜町2丁目バス停から南東へ徒歩約5分。

### 道路
- 国道43号 緑川交差点から南へ約200m。